# Байша-Лиский автономный уезд
Байша́-Ли́ский автоно́мный уе́зд (кит. упр. 白沙黎族自治县, пиньинь Báishā Lízú zìzhìxiàn) — автономный уезд провинции Хайнань (КНР).

## История
Ещё во времена империи Цин, в 1689 году, был основан военный лагерь Бошаин (薄沙营). Со временем название «Боша» исказилось в «Байша».
В 1935 году из населённых народностью ли районов 6 уездов был образован уезд Байша (白沙县).
После перехода острова Хайнань под контроль КНР был создан Административный район Хайнань (海南行政区) провинции Гуандун, и уезд вошёл в его состав. 20 апреля 1952 года в составе Административного района Хайнань был создан Хайнань-Ли-Мяоский автономный район уездного уровня (海南黎族苗族自治区), и уезд стал подчиняться его властям. 17 октября 1955 года Хайнань-Ли-Мяоский автономный район был преобразован в Хайнань-Ли-Мяоский автономный округ (海南黎族苗族自治州).
В 1958 году уезд Байша был присоединён к уезду Дунфан, но в 1961 году был воссоздан.
В 1970 году Административный район Хайнань был переименован в Округ Хайнань (海南地区), но в 1972 году округ снова стал административным районом.
Постановлением Госсовета КНР от 20 ноября 1987 года (вступило в силу 31 декабря 1987 года) был расформирован Хайнань-Ли-Мяоский автономный округ, и все входившие в него административные единицы уездного уровня стали подчиняться напрямую властям административного района; уезд Байша этим же постановлением был преобразован в Байша-Лиский автономный уезд.
13 апреля 1988 года Административный район Хайнань был преобразован в отдельную провинцию Хайнань.

## Административное деление
Автономный уезд делится на 4 посёлка и 7 волостей.

## Экономика
Важное значение имеет выращивание и переработка чая. По состоянию на 2023 год общая площадь чайных плантаций в уезде составила около 753 га, а годовая стоимость производства — 130 млн юаней (17,9 млн долл. США).